# Andy Warhol's Frankenstein
Andy Warhol's Frankenstein, även kallad Flesh for Frankenstein, är en amerikansk skräckfilm från 1973, regisserad av Paul Morrissey och Antonio Margheriti. Baron von Frankenstein gestaltas av Udo Kier.

## Handling
Baron von Frankenstein skapar två varelser, en man och en kvinna, vilka genom parning ska forma den perfekta rasen av människor.

## Rollista
- Udo Kier – Baron von Frankenstein
- Monique van Vooren – Baronessa Katrin Frankenstein
- Joe Dallesandro – Nicholas, stalledräng
- Arno Juerging – Otto, baronens assistent
- Dalila Di Lazzaro – Kvinnligt monster
- Srdjan Zelenovic – Sacha / manligt Monster
- Nicoletta Elmi – Monica, baronens dotter
- Marco Liofredi – Erik, baronens son